# Août 1812

## Événements

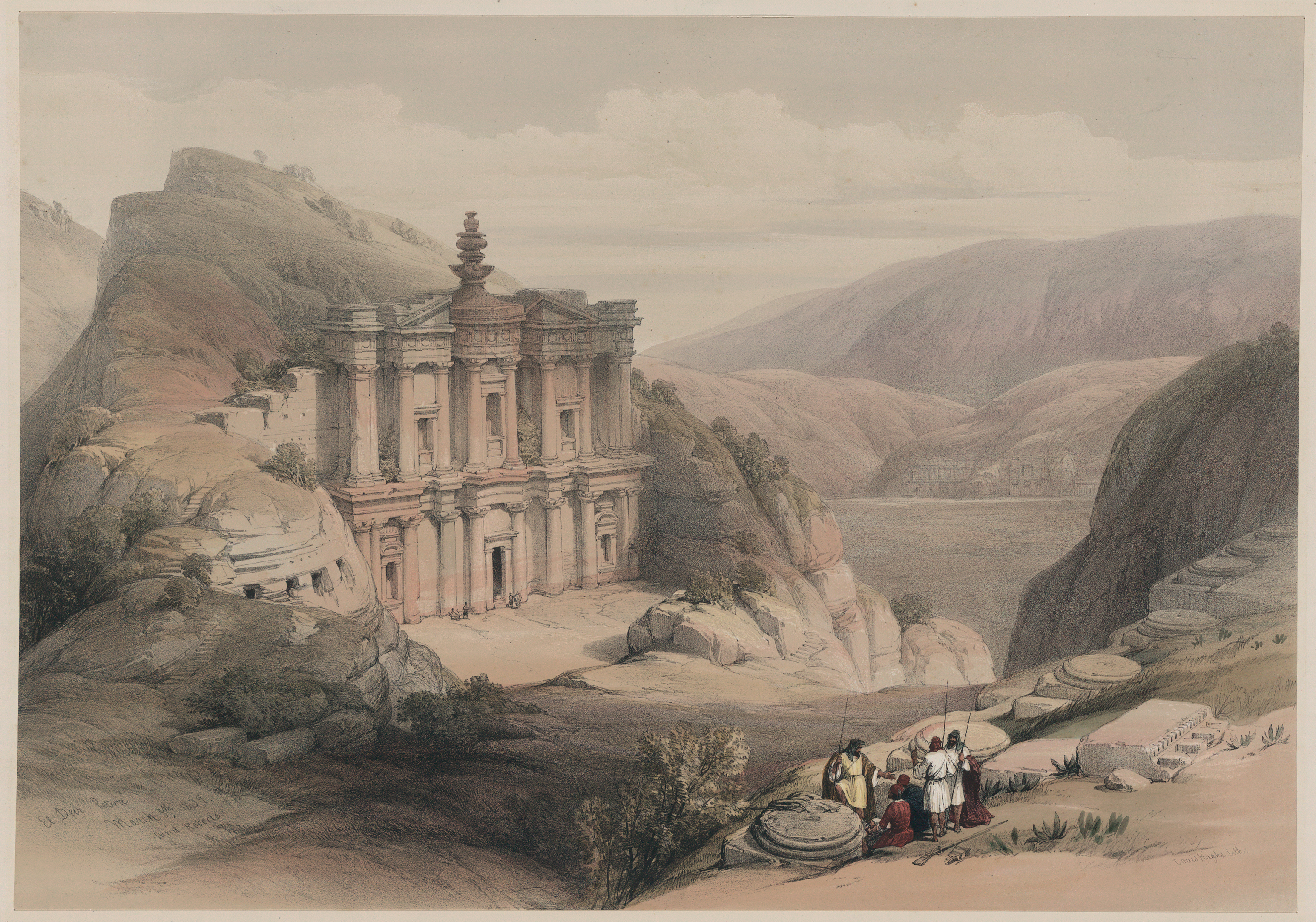
22 août : Jean Louis Burckhardt à Pétra. Gravure selon David Roberts.

- 5 août, États-Unis, frontière de Détroit : au sud du Fort Pontchartrain du Détroit, les forces amérindiennes de Tecumseh, alors nommé brigadier général dans l’armée britannique, attire dans un guet-apens 200 Américains qui doivent battre en retraite.
- 12 août : Madrid est évacué momentanément par les impériaux[1].

- 15 août, États-Unis, frontière de Détroit : massacre de Fort Dearborn. Un groupe de guerriers potawatomi postés en embuscade tuèrent plus de cinquante personnes et Fort Dearborn fut réduit en cendre cendres et la région ne revit plus de colons américains avant la fin de la guerre. Le massacre est commémoré sur le drapeau de la ville de Chicago par sa première étoile rouge[2].
- 16 août, Guerre de 1812 : reddition de Détroit[3]. Le major-général britannique Isaac Brock et Tecumseh s'emparent de Détroit, avec une coalition de miliciens, de réguliers britanniques et de guerriers amérindiens.
- 16 - 17 août : victoire française à la bataille de Smolensk[4].
- 17 août : Koutouzov est nommé général en chef de l’armée russe[4].
- 17 - 18 août : première bataille de Polotsk[5].
- 19 août :
  - États-Unis : l'USS Constitution coule la frégate britannique HMS Guerriere au large de la côte de la Nouvelle-Écosse. Un projectile britannique aurait rebondit sur la coque de l'USS Constitution lui gagnant le de surnom Old Ironsides.
  - Bataille de Valutino[6].
- 22 août : l'explorateur suisse Jean Louis Burckhardt découvre la cité antique de Pétra[7].
- 25 août : les troupes françaises lèvent le siège de Cadix. L’Andalousie est perdue[8].
- 30 août, Canada : arrivée des premiers immigrants écossais et irlandais à la colonie d’Assiniboia, fondée à l’instigation de Lord Selkirk[9].

## Naissances
- 20 août : Bernardo Gaviño, matador espagnol († 11 février 1886).